# 恰戈扬村委员会
恰戈扬村委员会（俄语：Чагоянский сельсовет）是俄罗斯联邦阿穆尔州施马诺夫斯克区所属的一个村委员会。其下辖有1个居民点，行政中心为恰戈扬。据2016年统计，该村委员会的人口为341人。